# Carson City
Carson City ist seit 1861 die Hauptstadt des US-Bundesstaates Nevada. Zum Zeitpunkt der Volkszählung im Jahr 2020 hatte sie 58.639 Einwohner. Carson City ist eine unabhängige Stadt und gehört somit keinem County an. Zudem wird die Stadt vom Office of Management and Budget zu statistischen Zwecken als Carson City, NV Metropolitan Statistical Area geführt.

## Geschichte

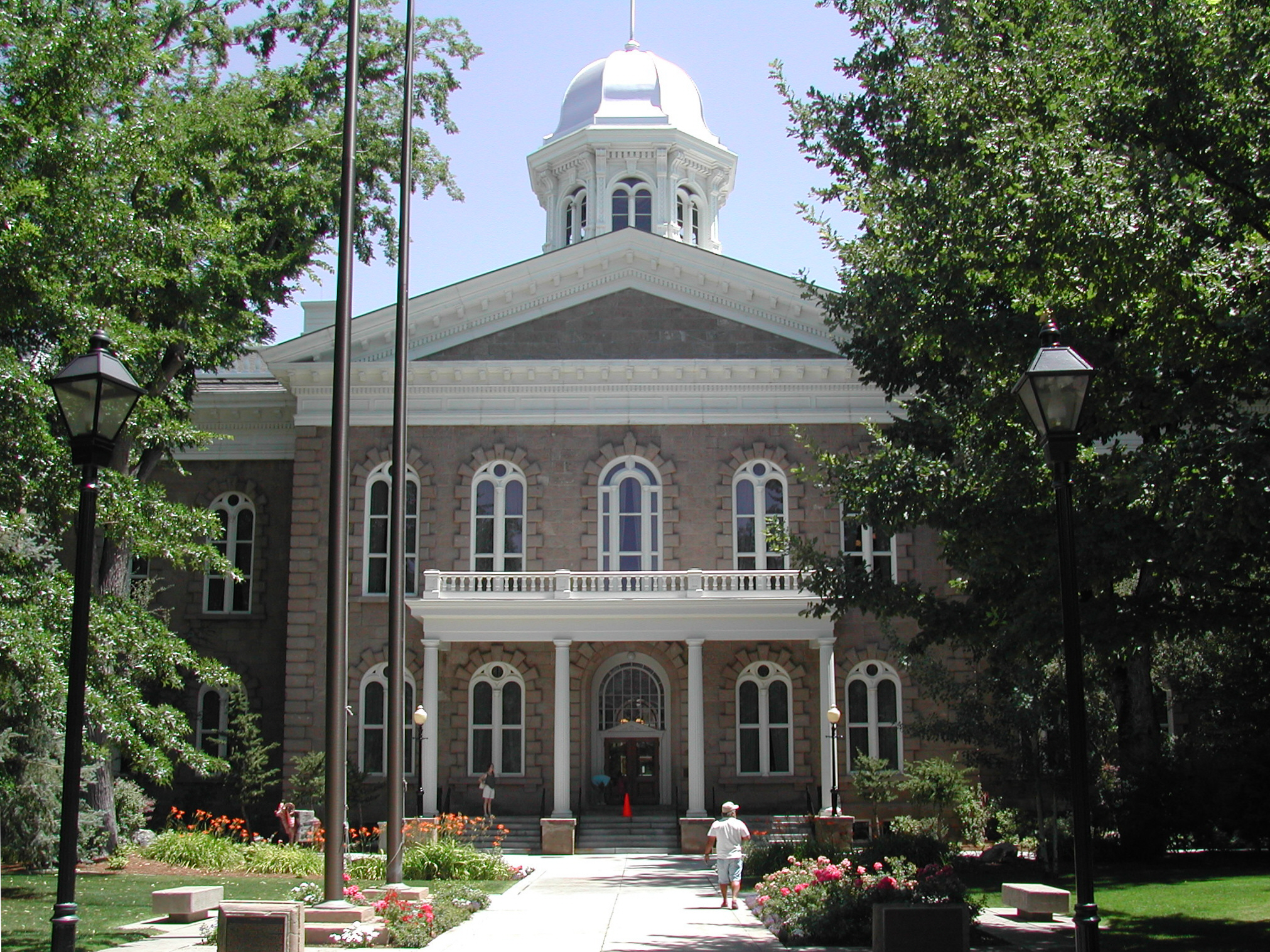
Kapitol des Bundesstaats Nevada

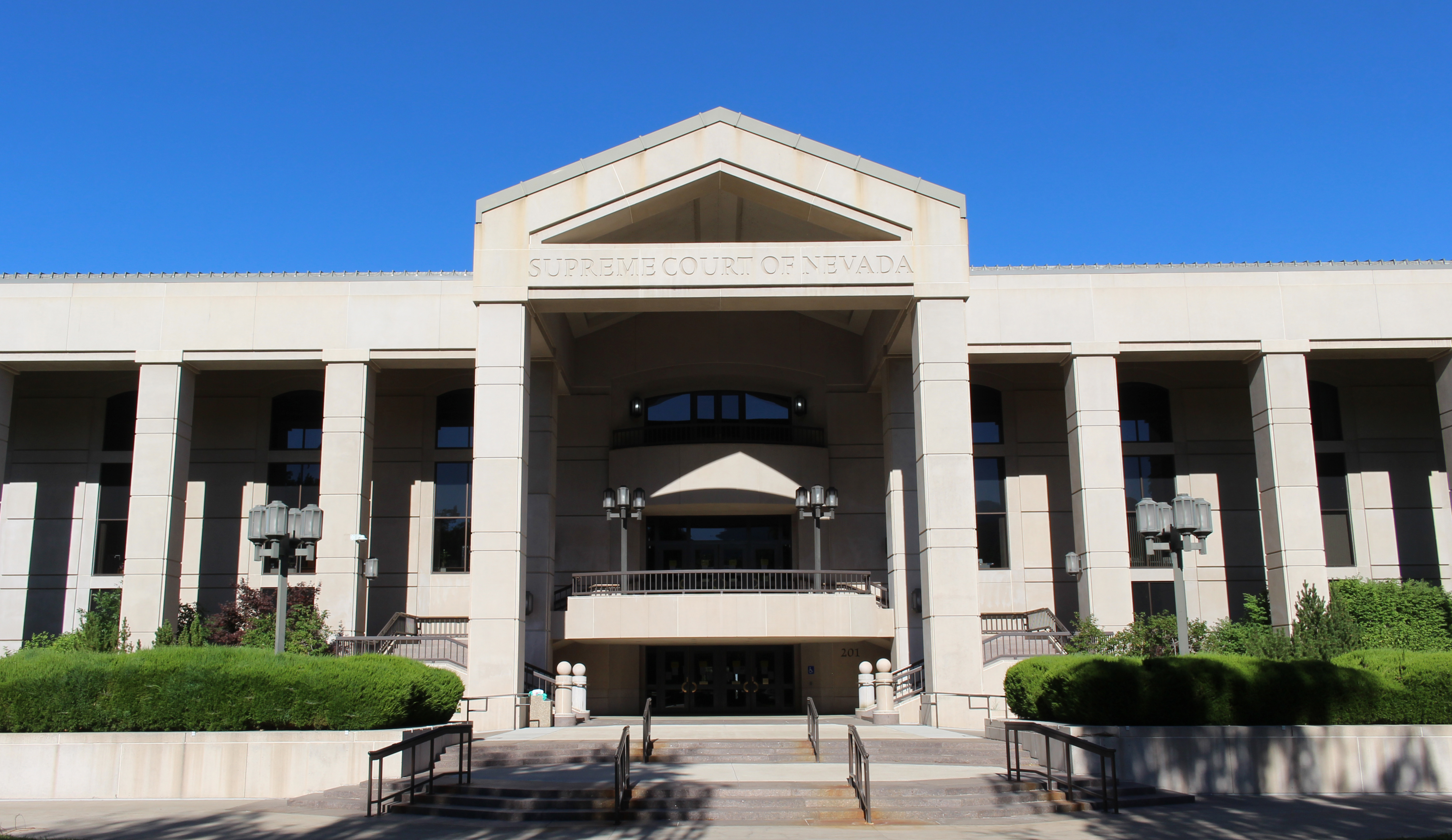
Supreme Court von Nevada

Die ersten Europäer in der Gegend waren die Teilnehmer einer Expedition von John C. Frémont im Januar 1843. Fremont benannte den Fluss, der das Tal durchfloss, nach seinem Scout und Mountain Man Christopher „Kit“ Carson. Das Tal und die Umgebung waren damals von den Washoe besiedelt.  Der Handelsposten am Carson River hieß zunächst Eagle Station, 1858 wurde die mittlerweile entstandene kleine Siedlung dem Fluss entsprechend in Carson City umgetauft.
Im folgenden Jahr löste die Entdeckung von Gold und Silber im nahegelegenen Comstock Lode (unter dem heutigen Ort Virginia City) einen Wachstumsschub aus. Aufgrund des starken Bevölkerungszuwachses wurde Nevada 1861 vom Utah-Territorium abgetrennt. Carson City setzte sich gegen Virginia City und American Flat als Hauptstadt durch und blieb es auch, als das Nevada-Territorium 1864 zum Bundesstaat umgewandelt wurde. Dadurch sank die Abhängigkeit vom Bergbau und Handelsaktivitäten spielten eine zunehmende Rolle. Zwischen Virginia City und Carson City wurde die Virginia & Truckee Railroad gebaut und 1870–71 das heutige Kapitolgebäude.
Durch den Bau der Central Pacific Railroad über den Donnerpass, der zu weit nördlich liegt, als dass Carson City davon hätte profitieren können, gingen das Transportaufkommen und die Bevölkerung von Carson City wieder zurück. Einen kleinen Aufschwung erlebte die Stadt wiederum durch die Bergbau-Aktivitäten in Tonopah und Goldfield. Das 20. Jahrhundert hindurch wuchs der Ort leicht, sodass er 1960 den Bevölkerungsstand von 1880 wieder erreichte.
Ein technisches Bauwerk in Carson City hat den Status einer National Historic Landmark, der Triebwagen  Virginia and Truckee Railway Motor Car 22. 42 Bauwerke und Stätten des Countys sind insgesamt im National Register of Historic Places eingetragen (Stand 13. Februar 2018).

## Rezeption
Bekannt wurde Carson City im deutschen Sprachraum vor allem durch Mark Twain, der hier in den 1860er Jahren zusammen mit seinem Bruder gelebt hat und seine Abenteuer in dem umfangreichen Reisebericht Durch Dick und Dünn (Roughing it) von 1872 niederlegte.
Don Siegels Western Der letzte Scharfschütze (1976), der letzte Film von John Wayne, spielt in Carson City.
In der Nähe von Carson City spielt auch die bekannte US-amerikanische Westernserie Bonanza.

## Wirtschaft
Haupterwerbszweig ist der Tourismus. Anziehungspunkte sind Spielcasinos, Geisterstädte aus dem Wilden Westen, stillgelegte Silber- und Goldminen, sowie der nahegelegene Lake Tahoe.

## Söhne und Töchter der Stadt
- Maurice McLoughlin (1890–1957), Tennisspieler
- Mark Amodei (* 1958), Politiker
- Lauren Woodland (* 1977), Schauspielerin und Rechtsanwältin
- Krysta Palmer (* 1992), Wasserspringerin
- Avi Love (* 1995), Pornodarstellerin